# Süstedt
Süstedt là một đô thị thuộc the huyện Diepholz, trong bang Niedersachsen, Đức. Đô thị này có diện tích 37,01 killômét vuông.